# Wasserstraßen- und Schifffahrtsamt Main
Das Wasserstraßen- und Schifffahrtsamt Main (WSA Main) ist 2021 im Rahmen der Neuorganisation der Wasserstraßen- und Schifffahrtsverwaltung des Bundes (WSV) aus der Zusammenlegung der bisherigen Wasserstraßen- und Schifffahrtsämter Aschaffenburg und Schweinfurt hervorgegangen. Es untersteht als ortsnahe Unterbehörde der Generaldirektion Wasserstraßen und Schifffahrt, die ihren Hauptsitz in Bonn hat.

## Zuständigkeitsbereich
Die WSV ist für die sicheren Verkehrswege und den reibungslos fließenden und damit wirtschaftlichen Schiffsverkehr auf den Bundeswasserstraßen zuständig. Als Unterbehörde ist das WSA Main alleiniger Ansprechpartner für die Schifffahrt auf dem 387 Kilometer langen Abschnitt des Mains von der Mündung in den Rhein bis zum Main-Donau-Kanal.

## Aufgaben
Zu den Aufgaben des Wasserstraßen- und Schifffahrtsamtes gehören:
- Unterhaltung der Bundeswasserstraßen im Amtsbereich
- Betrieb und Unterhaltung baulicher Anlagen, z. B. Schleusen, Wehre und Brücken
- Aus- und Neubau
- Unterhaltung und Betrieb der Schifffahrtszeichen
- Erfassung und Auswertung von Wasserständen, Abflüssen und umweltrelevanten Daten (z. B. Temperatur) und deren Weitergabe (Meldungen)
- Übernahme strom- und schifffahrtspolizeilicher Aufgaben
- Schiffsstatistik, Liegenschaftsverwaltung und Vermessungsaufgaben

Neben der Gewässerunterhaltung ist das WSA auch für Unterhaltung der Ufer, Betriebswege, Häfen und Betriebsanlagen, soweit sie im Eigentum des Bundes stehen, zuständig. Für einen ausreichenden Wasserstand im Main sorgen insgesamt 39 Staustufen, die das ganze Jahr rund um die Uhr betreut werden, um den Schleusenbetrieb sicherzustellen. Acht Leitzentralen wickeln den Schleusenbetrieb ab und haben ihren Sitz in Kostheim, Offenbach, Aschaffenburg, Harrbach, Würzburg, Marktbreit, Volkach und Haßfurt.
Das Peil- und Vermessungsschiff Johannes Kepler des Wasserstraßen- und Schifffahrtsamtes Main in Schweinfurt überprüft regelmäßig die Wassertiefe und Fahrrinnenbreite der gesamten Bundeswasserstraße im Bereich Main und Donau auf über 800 Kilometer Länge.
Für die Verkehrssicherung der Binnenschifffahrt auf dem Main unterhalb von Hanau ist die Revierzentrale in Oberwesel am Rhein zentraler Ansprechpartner. Den größeren und oberhalb liegen Abschnitt bis Bamberg überwacht die Revierzentrale Gösselthal in Beilngries, die auch für den Verkehr auf dem anschließenden Main-Donau-Kanal zuständig ist.

## Dienstorte, Außenbezirke und Bauhöfe
Das Wasserstraßen- und Schifffahrtsamt Main hat Dienstorte in Aschaffenburg und Schweinfurt. Außenbezirke befinden sich in Frankfurt, Hanau, Erlenbach, Hasloch, Gemünden, Marktbreit, Volkach und Haßfurt. Das Wasserstraßen- und Schifffahrtsamt Main unterhält zudem Bauhöfe in Aschaffenburg und Würzburg.